# Maka-Maka
Maka-Maka: Sex, Life, and Communication (MAKA-MAKA?) è una serie manga erotica di Torajiro Kishi, incentrata sulla relazione yuri fra le due protagoniste. La serie, composta da tavole completamente a colori, ha contenuti hentai che la rendono rivolta ad un pubblico di soli adulti. Pubblicata in Giappone nel 2003, in Italia edito nel 2008 dalla casa Free Books.

## Trama
Il manga ruota attorno alle figure delle giovani Nene e Jun, unite da un amore omosessuale spesso giocoso. I capitoli sono degli episodi autoconclusivi che narrano la loro vita quotidiana.

## Manga
| Nº | Titolo italiano Giapponese 「Kanji」 - Rōmaji             | Data di prima pubblicazione             | Data di prima pubblicazione          |
| Nº | Titolo italiano Giapponese 「Kanji」 - Rōmaji             | Giapponese                              | Italiano                             |
| 1  | Maka-maka: Sex, Life, and Communication 1 「MAKA-MAKA 1」 | 19 dicembre 2003 ISBN 978-4-902314-09-0 | 1º luglio 2008 ISBN 978-8863310009   |
| 2  | Maka-maka: Sex, Life, and Communication 2 「MAKA-MAKA 2」 | febbraio 2005 ISBN 978-4-861760-83-9    | 1º febbraio 2009 ISBN 978-8863310016 |